# Greatest Video Hits 2 (Queen)
Greatest Video Hits 2 je dvostruki DVD britanskog rock sastava "Queen", a objavljen je 2003. godine i izravno se nadovezuje na "Greatest Video Hits". Na prvom disku je 17 glazbenih spotova koje prate karijeru "Queena" tijekom osamdesetih, i to s 4 albuma: "Hot Space" (1982.), "The Works" (1984.), "A Kind of Magic" (1986.) i "The Miracle" (1989.) Iako ta faza "Queenovca" zasigurno nije glazbeno snažna i inovativna kao sedamdesete, ona itekako ima što za ponuditi mnogo više od vizualne ekstravagancije.
Od filmičnog "A Kind of Magic", preko samoparadirajućeg "I Want to Break Free", kičastog "It’s A Hard Life", minimalističkog "Las Palabras de Amor" do izvedbe uživo "Hammer to Fall", "Greatest Video Hits 2" uz "Greatest Video Hits 1" i "Queen Live at Wembley Stadium" dostojno upotpunjuje Queenovu zbirku DVD-a.
Svi su spotovi restaurirani, prikazani u 16:9 widescreen-u i remiksirani u stereo i DTS 5.1. Surroundu. Svaki spot također je moguće pogledati uz audio komentar raspoloženog Briana Maya i na trenutke urnebesnoga Rogera Taylora.

## Disk 1
- 1. "A Kind of Magic"
- 2. "I Want It All"
- 3. "Radio Ga Ga"
- 4. "I Want to Break Free"
- 5. "Breakthru"
- 6. "Under Pressure"
- 7. "Scandal"
- 8. "Who Wants to Live Forever"
- 9. "The Miracle"
- 10. "It's a Hard Life"
- 11. "The Invisible Man"
- 12. "Las Parabras de Amor"
- 13. "Friends Will Be Friends"
- 14. "Body Language"
- 15. "Hammer to Fall"
- 16. "Princess of the Universe"
- 17. "One Vision"

## Disk 2
Drugi disk sadrži preko 3 sata dodataka. Tu se nalaze rijetko prikazivani spotovi "Back Chat", "Calling all Girls", svojevrsni hommage THX-1138 Georgea Lucasa, i "One Vision Ekstended". Nastupi "Queenovaca" na Montreux "Golden Rose Pop Festivalu" prokaza stvaranja spotova i raznih intervjua od kojih se ponajviše ističe onaj Freddija Mercuryja: "A musical prostitute!" Velika je šteta, što i sam Roger Taylor u komentaru kaže, da nikad nismo bili u mogućnost vidjeti Freddijevu izvedbu uživo "I Want It All".

### Hot Space
- Back Chat
- Calling All Girls
- Staying Power; uživo na Milton Keynesu, 1982.

### The Works
- "Montreux Golden Rose" - Pop festival
- Intervijui, uključujući i jednog s Freddiejem Mercuryjem.

### A Kind of Magic
- "Montreux Golden Rose" - Pop festival
- Intervijui
- "One Vision" dokumentarac
- "Extended Vision" glazbeni spot

### The Miracle
- Intervijui
- 'Making of The Miracle', dokumentarac
- 'Making of The Miracle Album Cover', dokumentarac
- Bonus video: "Who Wants to Live Forever", apel za donaciju koštane srži.

## Audio
- PCM Stereo
- DTS 5.1 (samo na disku 1 i na nakim dijelovima diska 2 )